# Abraham Martinus Sorg

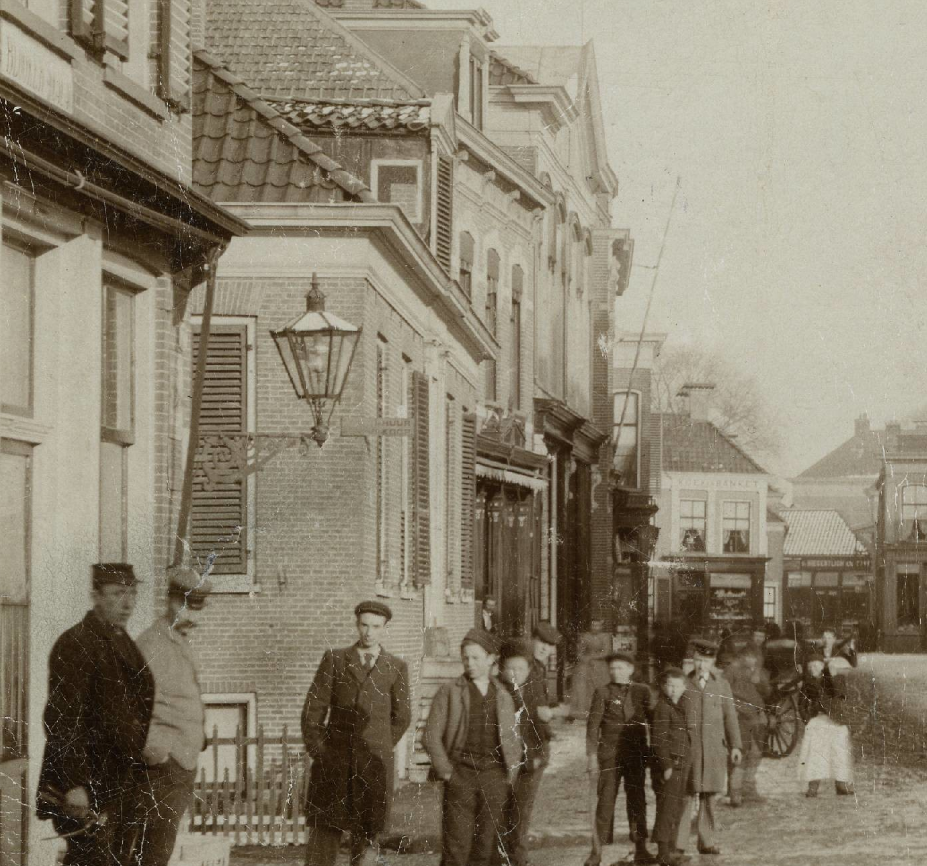
Het woonhuis van Sorg tussen 1787 en 1789 in Assen

Abraham Martinus Sorg (Sappemeer, circa 1738 - Kampen, 6 maart 1825) was een Nederlandse architect.

## Leven en werk
Sorg (ook: Sorgh) werd rond 1738 in Sappemeer geboren, als zoon van Blasius Sorg en Magdalena Robi, doopsgezinde vluchtelingen uit Zwitserland. Vanaf omstreeks 1770 was hij timmerman en architect in Assen. De meeste van de kinderen uit zijn huwelijk met Alijda Kok liet hij echter dopen in de Lutherse kerk in de stad Groningen, alwaar hij zelf ook op 36-jarige leeftijd gedoopt werd. Hij verbouwde onder meer tussen 1774 en 1778 het rentmeestershuis bij de Brink in Assen tot Drostenhuis. Door dit werk had hij ontvanger-generaal Johannes van Lier leren kennen voor wie hij in 1777-1778 het landhuis Overcingel bouwde.
Bij de bouw van de achtzijdige Koepelkerk in Smilde (1780-1788) raakte Sorg als architect in een conflict met de aannemers. Hij werd ervan beschuldigd materialen die bestemd waren voor de kerk te gebruiken voor zijn eigen huis dat hij in Assen aan het bouwen was. In Meppel werd mogelijk naar zijn ontwerp bij de verlenging van de Grote Kerk (1779-1781) de nieuwe neoclassicistische oostgevel opgetrokken.
Van Assen verhuisde Sorg in 1789 naar Kampen, waar hij als opvolger van Jan ten Holt stadsarchitect werd, wat hij bleef tot zijn overlijden in 1825. In Kampen was hij onder meer betrokken bij de bouw van het nieuwe Stadswerkhuis (1805) en de van een nieuwe spits op de toren van de Bovenkerk (1808). Buiten Kampen moderniseerde Sorg in 1791-1794 het landhuis Nijenhuis bij Diepenheim en verbouwde hij vermoedelijk in 1804-1808 het Huis te Echten. Ook maakte hij in 1804 een onuitgevoerd plan voor de nieuwe kerktoren van de Grote Kerk in het Duitse stadje Leer. Hij werd in 1816 correspondent instituut van het Koninklijk Instituut van Wetenschappen, Letterkunde en Schoone Kunsten. Mogelijk ontwierp hij nog kort voor zijn dood de dan postuum in 1829 gebouwde Hervormde Kerk in het Gelderse Doornspijk.

## Werken

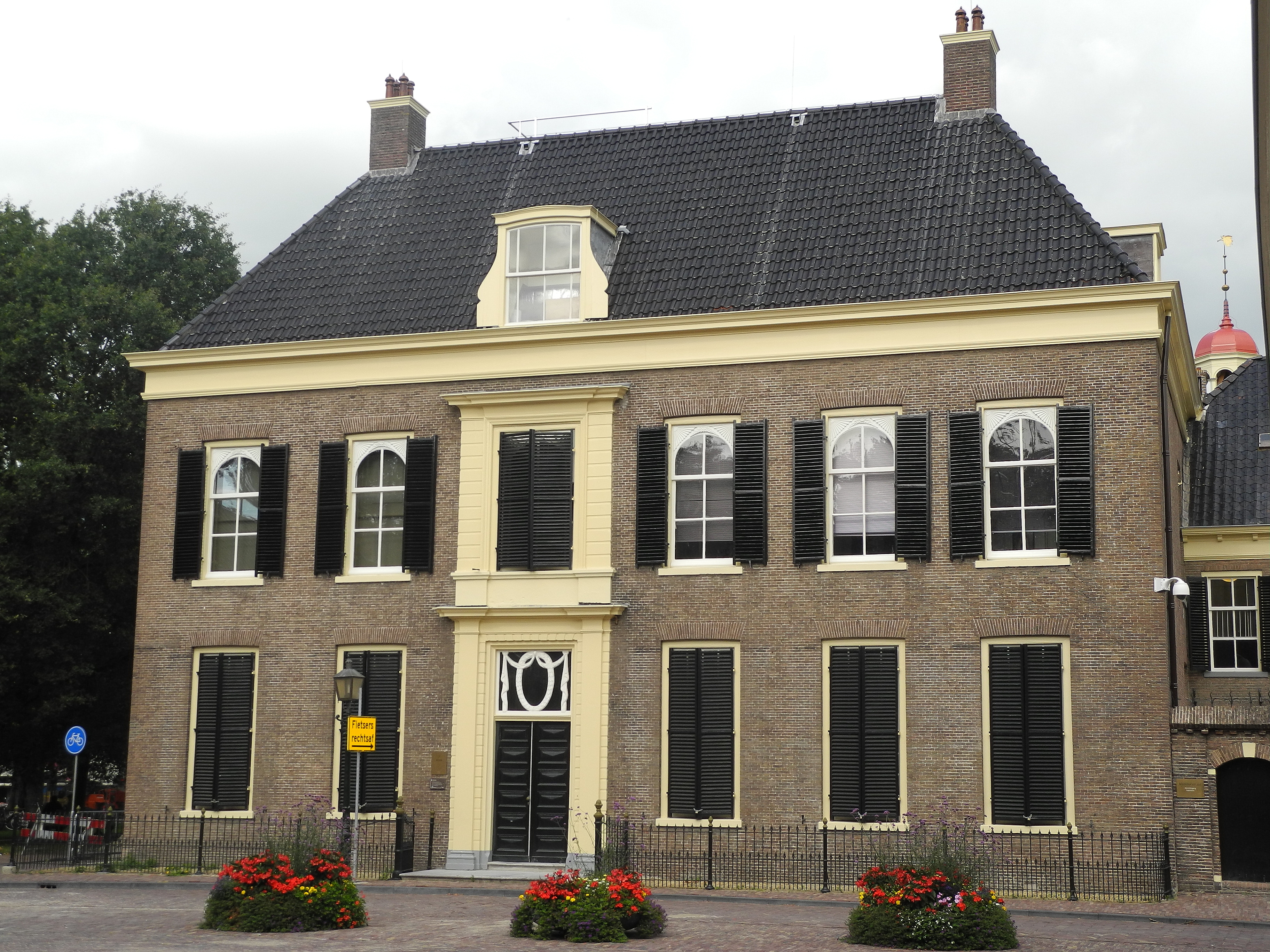
Drostenhuis in Assen
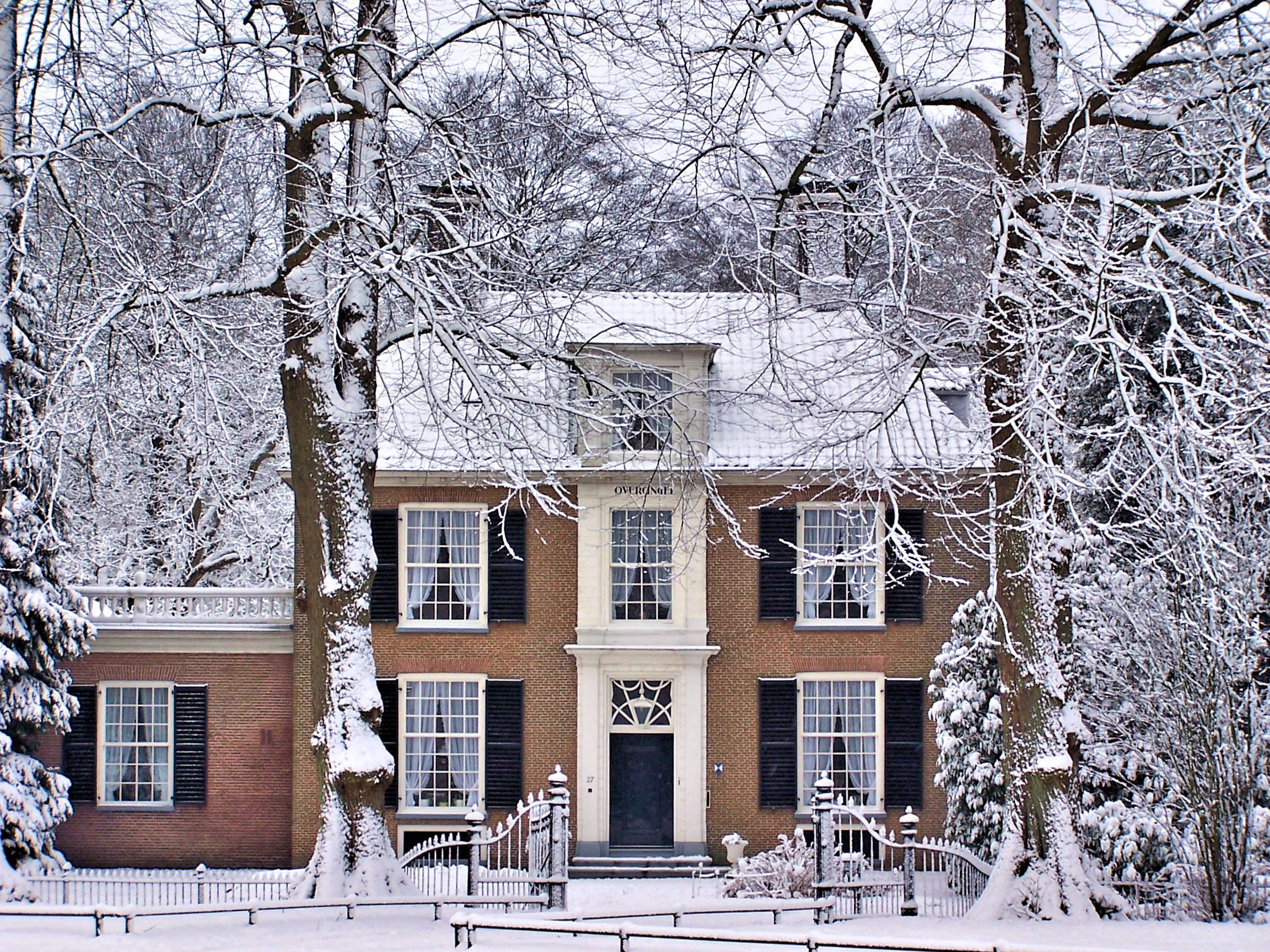
Overcingel in Assen
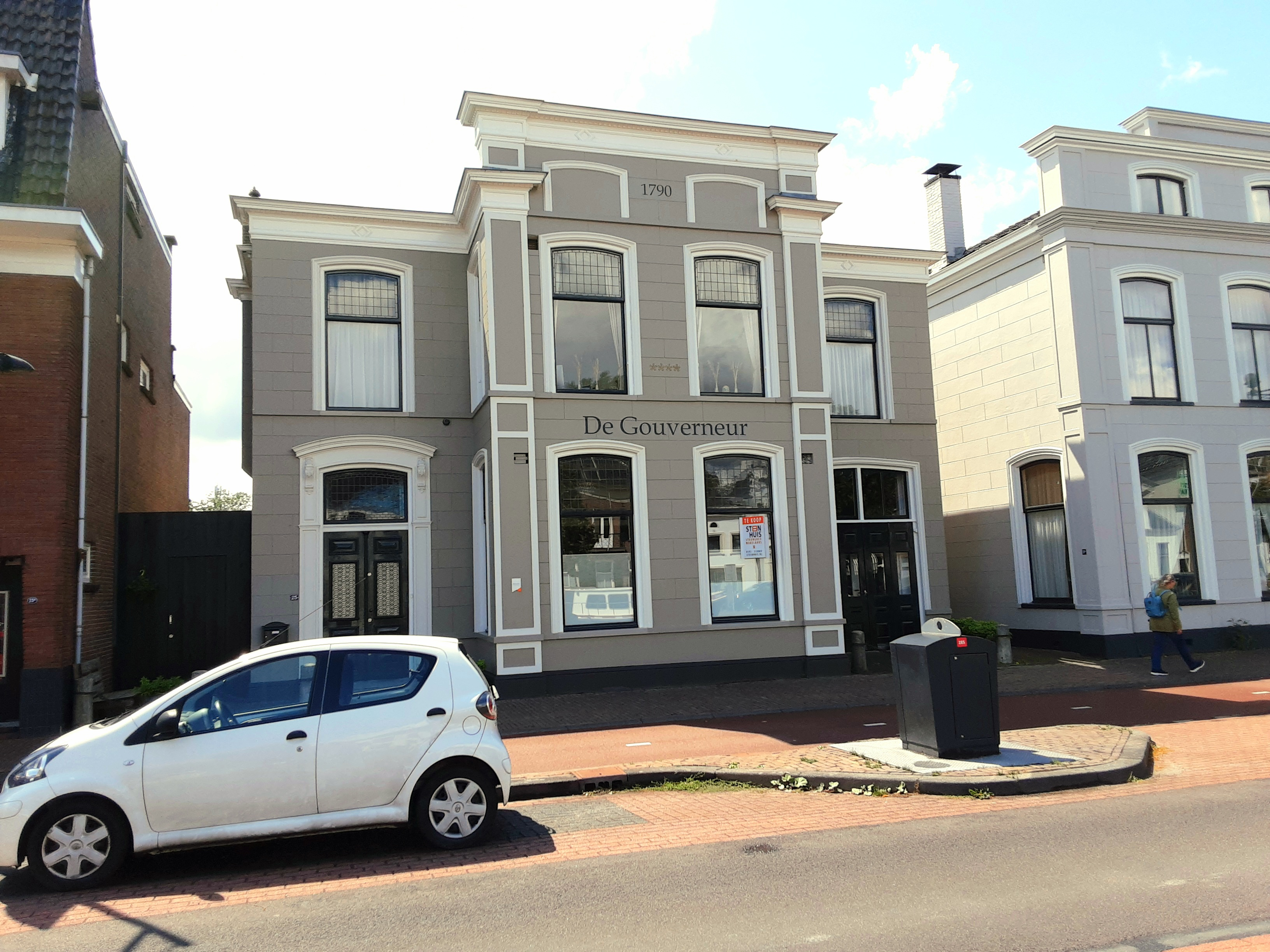
Vaart ZZ 25 in Assen
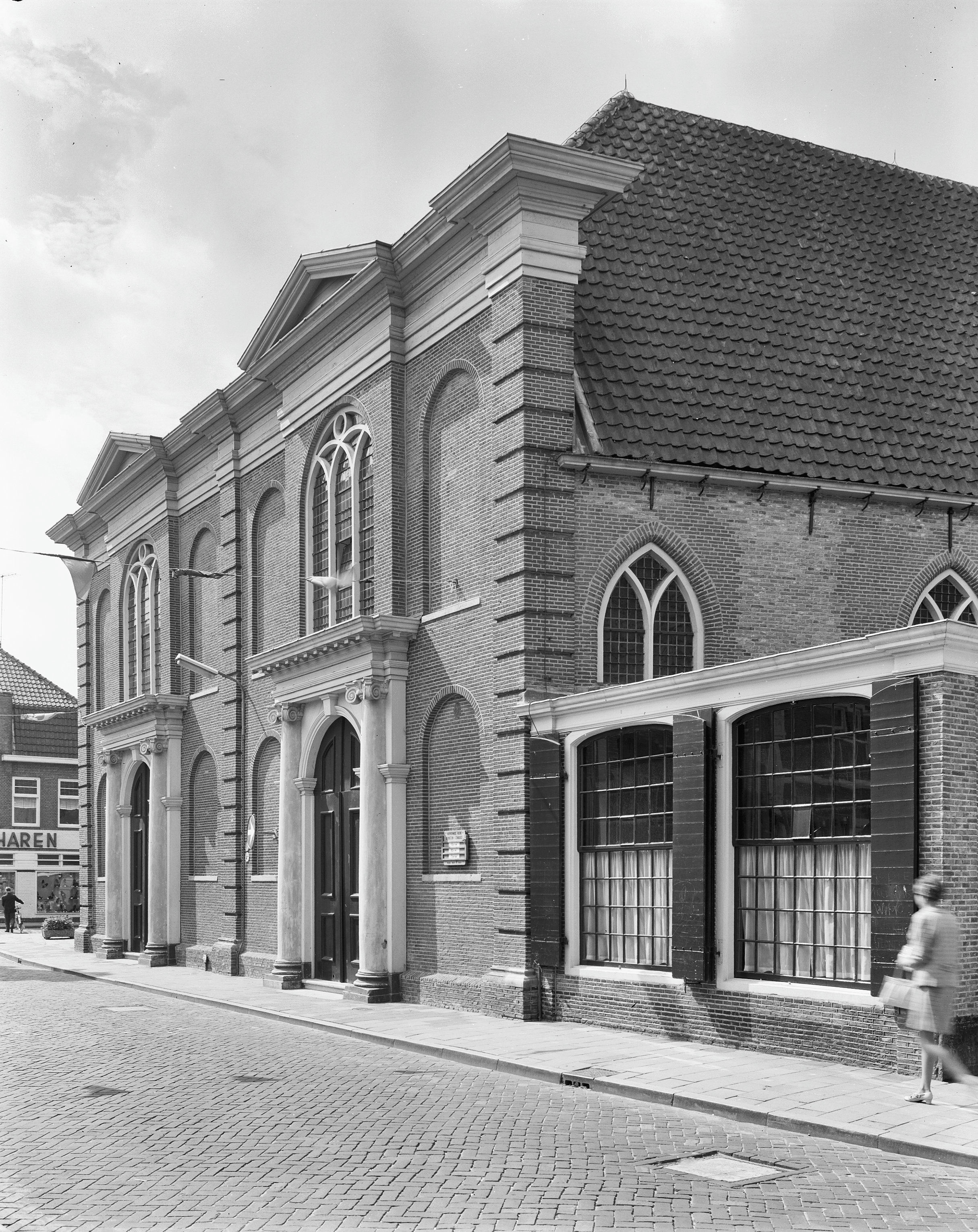
Grote Kerk in Meppel
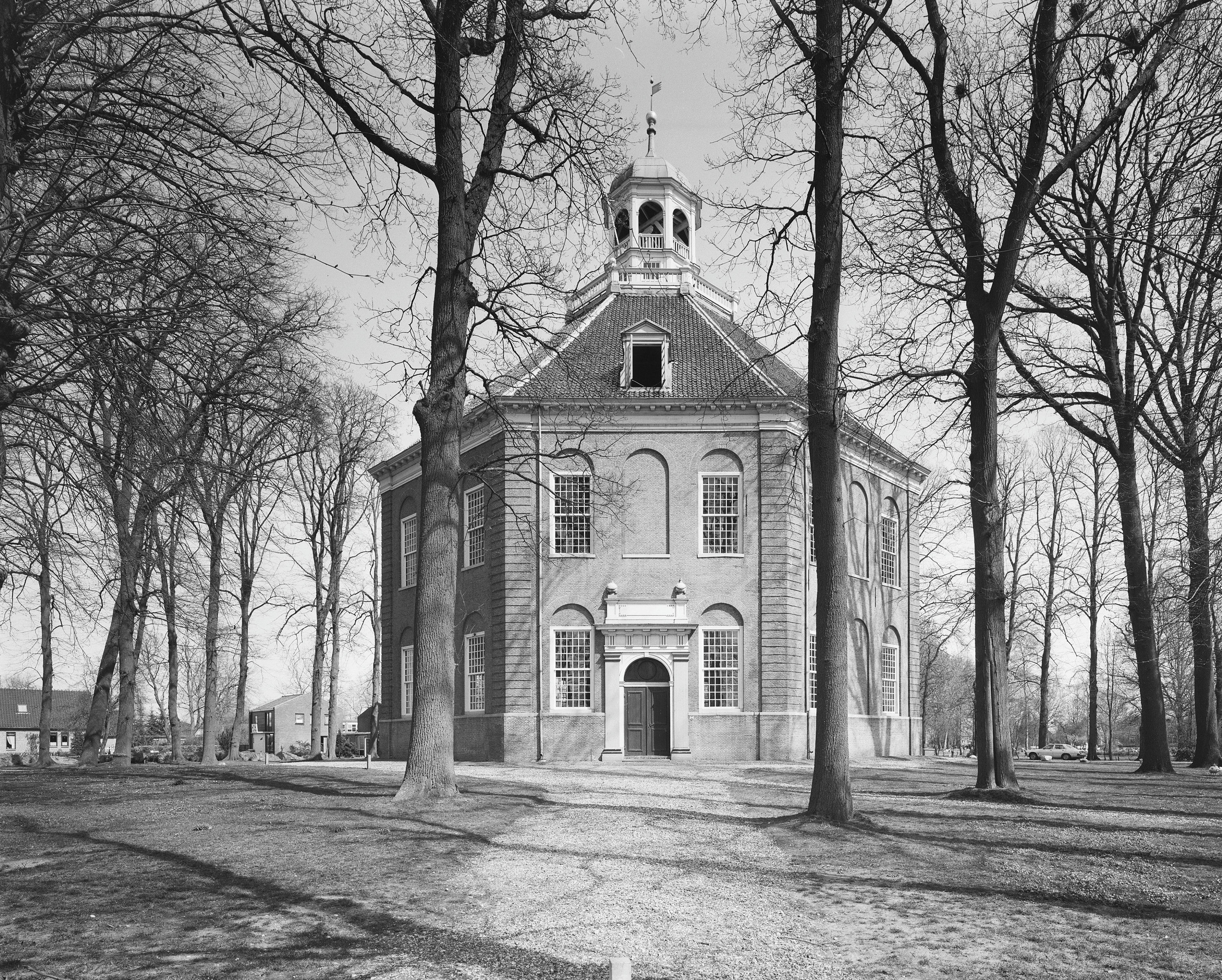
Koepelkerk in Smilde
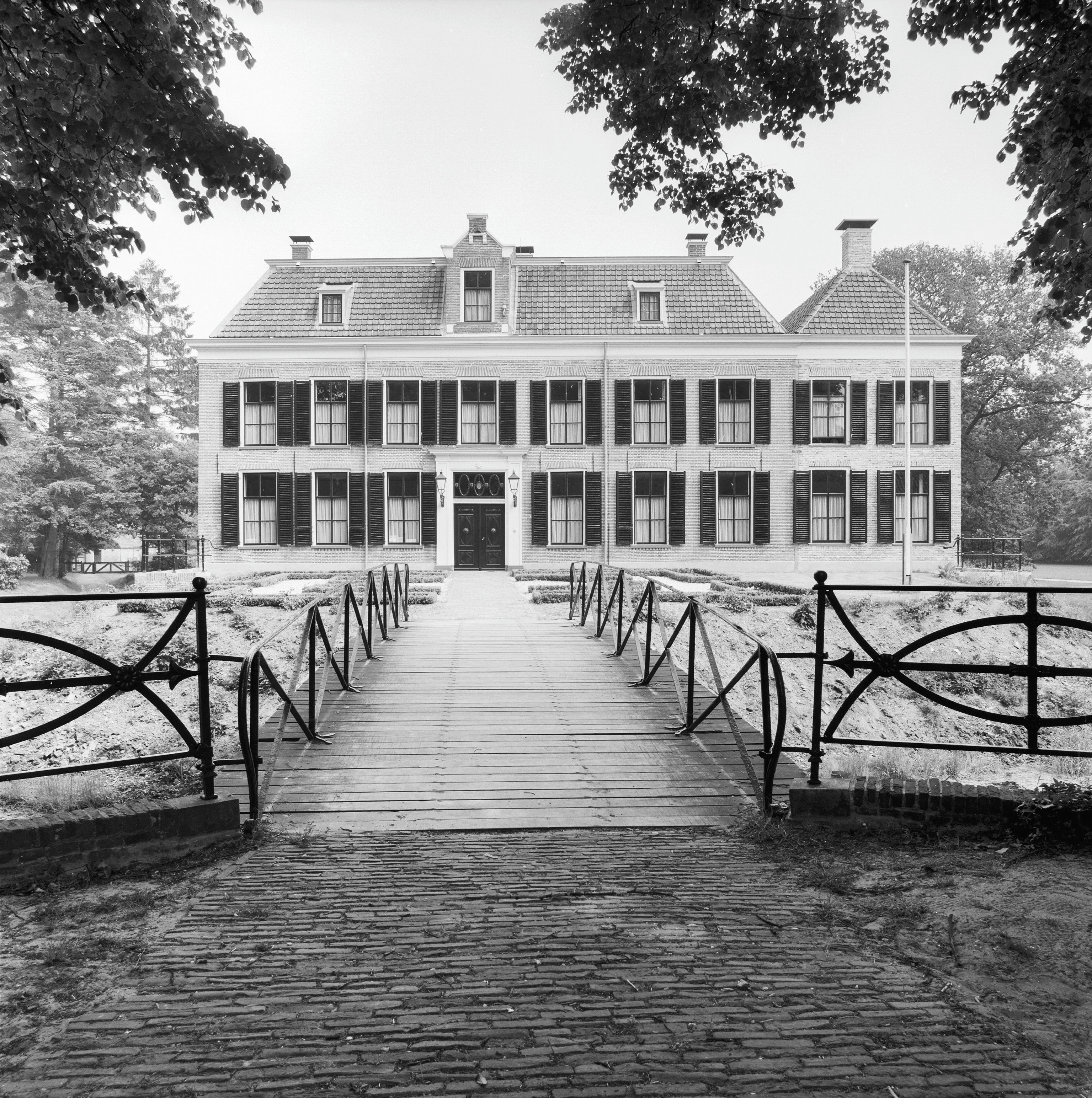
Huis te Echten
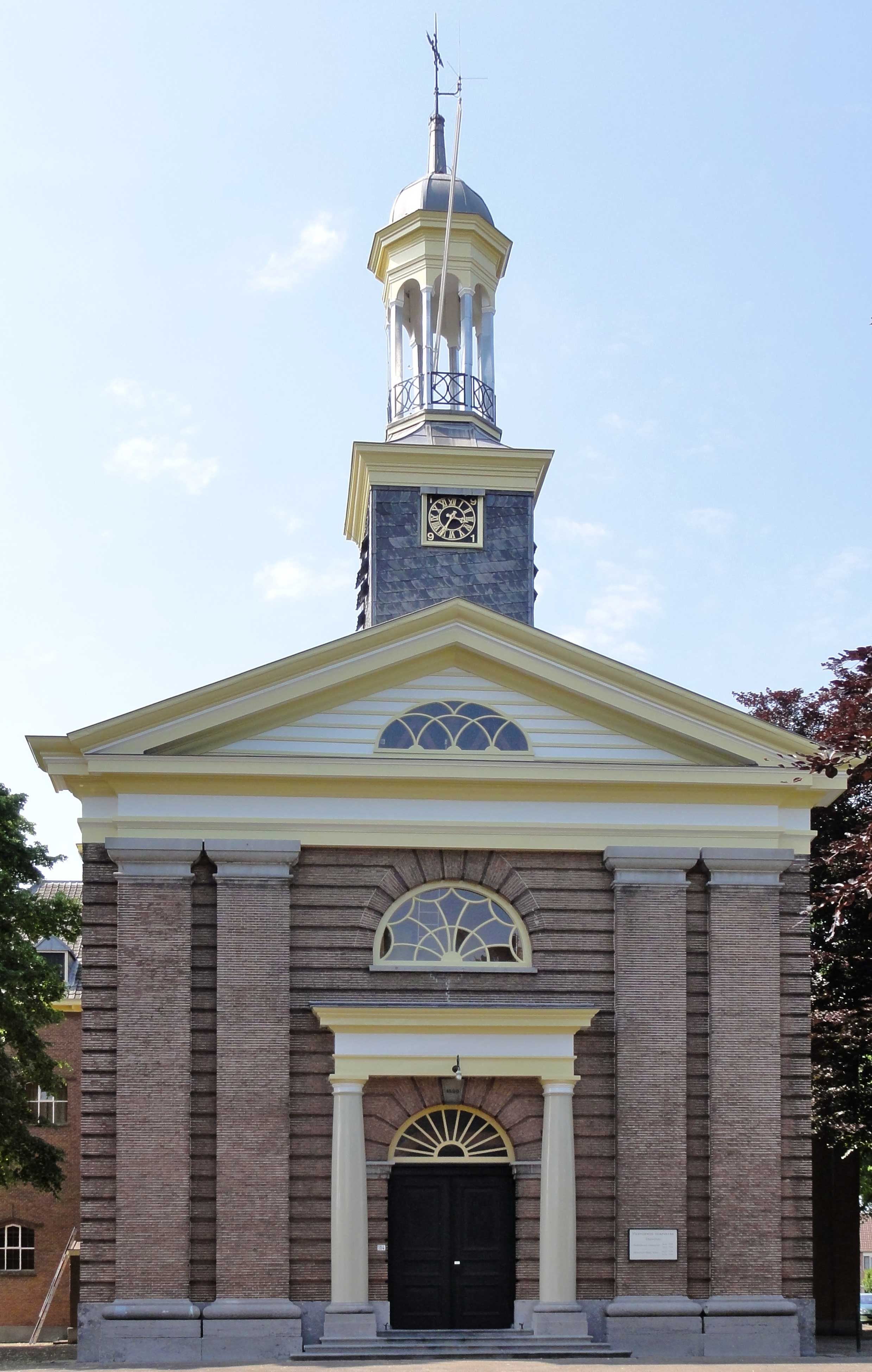
Hervormde Kerk te Doornspijk